# Manfred Winkelhock
Manfred Günther Winkelhock (* 6. Oktober 1951 in Waiblingen; † 12. August 1985 in Toronto) war ein deutscher Automobilrennfahrer. Er startete in den frühen 1980er Jahren in der Formel 1 und der Sportwagen-Weltmeisterschaft, bei der er 1985 verunglückte und an den Folgen starb.

## Karriere
Der Sohn eines Kran- und Abschleppunternehmers lebte in Berglen-Steinach (Baden-Württemberg). Seine Motorsport-Karriere begann 1976 im neu gegründeten VW Junior Cup mit einem Sieg im ersten Rennen.

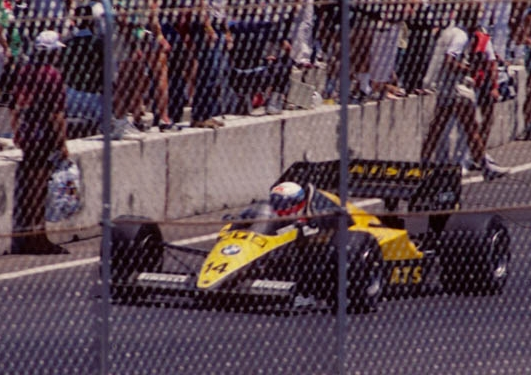
Winkelhock im ATS 1984

Bekannt wurde Winkelhock 1977 durch Einsätze mit Marc Surer und Eddie Cheever im BMW Junior Team in BMW-Tourenwagen. In der Deutschen Rennsport-Meisterschaft (DRM) fuhr er mit Erfolg hochkarätige Rennwagen von Porsche und Ford. 1980 überlebte er auf der Nürburgring-Nordschleife einen spektakulären Unfall unverletzt, als sein Formel-2-Rennwagen auf einer Kuppe vor dem Streckenabschnitt Flugplatz aufgrund eines beschädigten Frontflügels abhob und sich in der Luft einmal rückwärts und nach der Landung mehrfach seitwärts überschlug.
Im selben Jahr versuchte er vergeblich, sich im Arrows beim Großen Preis von Italien in Imola für den Formel-1-Grand-Prix zu qualifizieren. 1982 und 1983 ging er die komplette Saison für das deutsche  ATS Racing Team an den Start, wo er bei einigen Rennen mit guten Trainingsleistungen aufhorchen ließ, als er die provisorische Pole-Position innehatte. Nachdem sich ATS-Teamchef Günter Schmid 1984 nach Differenzen beim Grand Prix von Italien in Monza von ihm getrennt hatte, um Fahrer mit Sponsorengeldern zu bekommen, startete Winkelhock bei einem Rennen für Brabham. 1985 fuhr er für das englische RAM-Formel-1-Team und startete außerdem in der Sportwagen-Weltmeisterschaft. Insgesamt bestritt Manfred Winkelhock 47 Formel-1-Rennen, bei denen er zwei WM-Punkte (Großer Preis von Brasilien 1982: 5. Platz) gewinnen konnte.

## Unfalltod 1985

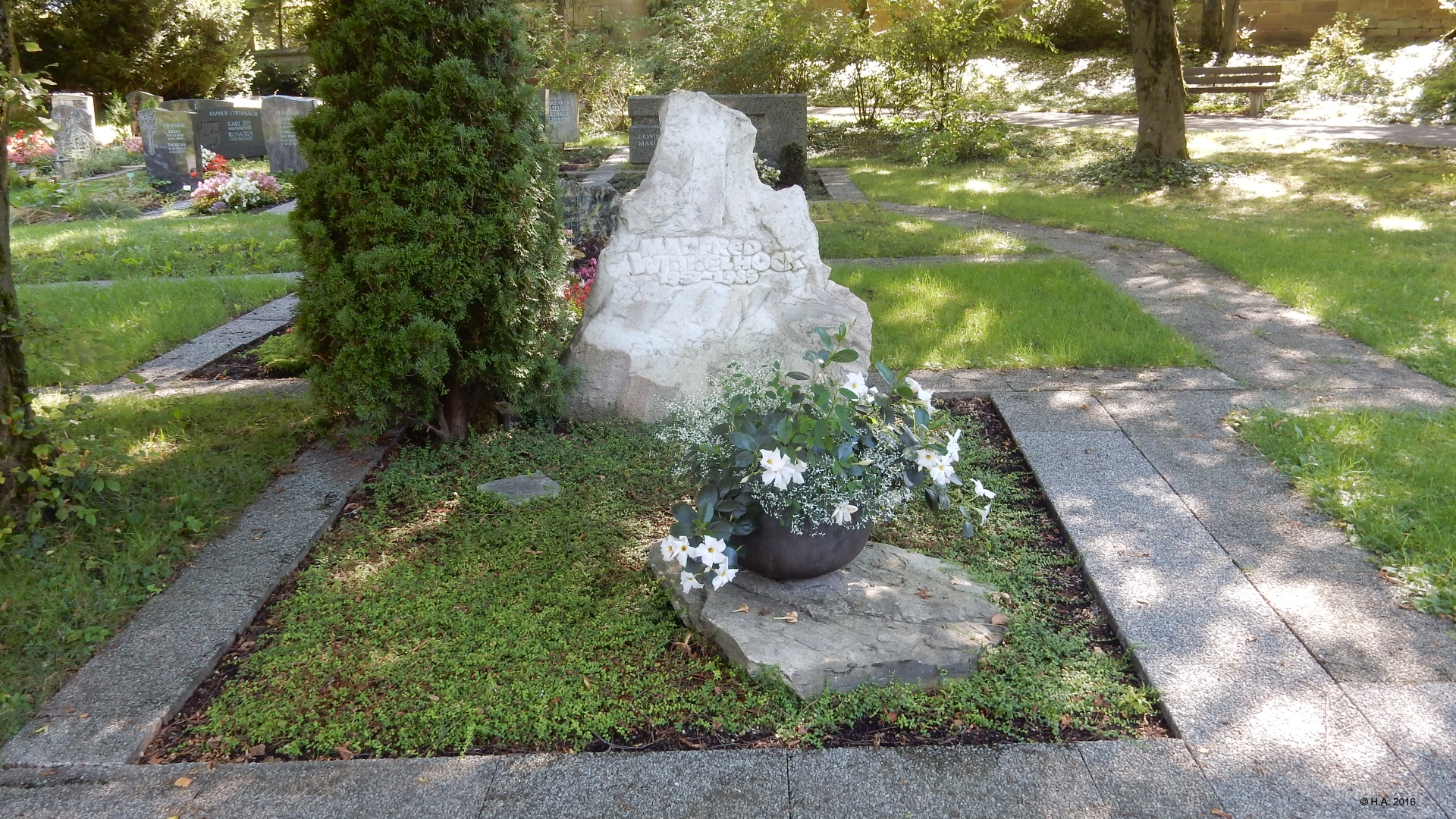
Das Grab von Manfred Winkelhock auf dem Waiblinger Friedhof

Manfred Winkelhock starb am 12. August 1985 an schweren Kopfverletzungen, die er bei einem Unfall tags zuvor beim 1000-km-Rennen von Mosport im kanadischen Mosport Park erlitten hatte. Mit seinem Kremer-Porsche 962 war Winkelhock – wahrscheinlich wegen eines technischen Defekts – mit etwa 230 km/h gegen eine Betonmauer geprallt. Erst nach 25 Minuten konnte er bewusstlos aus dem Wrack befreit werden.

## Familie
Sein jüngerer Bruder Joachim Winkelhock war kurze Zeit Formel-1-Fahrer für AGS, scheiterte jedoch stets an der Vorqualifikation. Er war bis 1996 in der Deutschen Tourenwagen-Meisterschaft bzw. bis 2003 in der Nachfolgeserie DTM als Rennfahrer aktiv.
Thomas Winkelhock, der jüngste der vier Brüder, war zum Beispiel in der DMSB-Produktionswagen-Meisterschaft aktiv.
Manfred Winkelhocks Sohn Markus fuhr u. a. in der Formel 3, der DTM sowie der FIA-GT1-Weltmeisterschaft und bestritt 2007 beim Großen Preis von Europa auf dem Nürburgring für Spyker sein einziges Formel-1-Rennen.

## Statistik

### Le-Mans-Ergebnisse
| Jahr | Team              | Fahrzeug  | Teamkollege      | Teamkollege    | Platzierung | Ausfallgrund |
| ---- | ----------------- | --------- | ---------------- | -------------- | ----------- | ------------ |
| 1979 | Hervé Poulain     | BMW M1    | Marcel Mignot    | Hervé Poulain  | Rang 6      |              |
| 1980 | March Racing Team | BMW M1    | Patrick Nève     | Michael Korten | Ausfall     | Unfall       |
| 1982 | Fordwerke AG      | Ford C100 | Klaus Niedzwiedz |                | Ausfall     | Motorschaden |

### Einzelergebnisse in der Sportwagen-Weltmeisterschaft
| Saison | Team                                           | Rennwagen      | 1   | 2   | 3   | 4   | 5   | 6   | 7   | 8   | 9   | 10  | 11  | 12  | 13  | 14  | 15  | 16  | 17  |
| ------ | ---------------------------------------------- | -------------- | --- | --- | --- | --- | --- | --- | --- | --- | --- | --- | --- | --- | --- | --- | --- | --- | --- |
| 1977   | BMW Faltz Racing                               | BMW 320        | DAY | MUG | DIJ | MON | SIL | NÜR | VAL | PER | WAT | EST | LEC | MOS | IMO | SAL | BRH | HOK | VAL |
| 1977   | BMW Faltz Racing                               | BMW 320        |     |     |     |     |     | 3   |     |     |     |     |     |     |     |     | 8   | DNF |     |
| 1979   | McLaren Racing Hervé Poulain March Engineering | BMW 320 BMW M1 | DAY | SEB | MUG | TAL | DIJ | RIV | SIL | NÜR | LEM | PER | DAY | WAT | SPA | BRH | ROA | VAL | ELS |
| 1979   | McLaren Racing Hervé Poulain March Engineering | BMW 320 BMW M1 |     |     |     |     |     | DNF |     |     | 6   |     |     | DNF |     | DNF |     |     |     |
| 1980   | March Engineering                              | BMW M1         | DAY | BRH | SEB | MUG | MON | RIV | SIL | NÜR | LEM | DAY | WAT | SPA | MOS | ROA | VAL | DIJ |     |
| 1980   | March Engineering                              | BMW M1         |     |     |     |     |     | DNF |     |     |     |     |     |     |     |     |     |     |     |
| 1981   | Ford-Werke                                     | Ford C100      | DAY | SEB | MUG | MON | RIV | SIL | NÜR | LEM | PER | DAY | WAT | SPA | MOS | ROA | BRH |     |     |
| 1981   | Ford-Werke                                     | Ford C100      |     |     |     |     |     |     |     |     |     |     |     | DNF |     |     |     |     |     |
| 1982   | Ford-Werke                                     | Ford C100      | MON | SIL | NÜR | LEM | SPA | MUG | FUJ | BRH |     |     |     |     |     |     |     |     |     |
| 1982   | Ford-Werke                                     | Ford C100      | DNF | 8   | 20  | DNF | 18  |     |     | 5   |     |     |     |     |     |     |     |     |     |
| 1984   | Kremer Racing                                  | Porsche 956    | MON | SIL | LEM | NÜR | BRH | MOS | SPA | IMO | FUJ | KYA | SAN |     |     |     |     |     |     |
| 1984   | Kremer Racing                                  | Porsche 956    |     |     |     | 5   |     |     |     |     | 5   |     | 5   |     |     |     |     |     |     |
| 1985   | Kremer Racing                                  | Porsche 962    | MUG | MON | SIL | LEM | HOK | MOS | SPA | BRH | FUJ | SEL |     |     |     |     |     |     |     |
| 1985   | Kremer Racing                                  | Porsche 962    | 2   | 1   | 4   |     | DNF | DNF |     |     |     |     |     |     |     |     |     |     |     |